# Pablo Palacios
Pablo David Palacios Herrería (Quito, Pichincha, Ecuador, 5 de febrero de 1982) es un exfutbolista ecuatoriano. Jugaba de delantero y su último equipo fue el Imbabura SC de la Segunda Categoría de Ecuador.

## Trayectoria

### Liga Deportiva Universitaria de Quito (Inferiores)
Palacios se formó futbolísticamente en la Liga Deportiva Universitaria de Quito, donde no jugó mucho tiempo, después de pasar algunas temporadas en tercera división, clubes como el América de Quito, Otavalo y Aucas dieron por optar con sus servicios.

### S.D Aucas
Debuta profesionalmente, En el 2004 pasó a ser jugador del Aucas. Para el año 2006 Palacios marcó 23 goles en 81 partidos. 

### Deportivo Quito
En el 2007 Palacios formó parte del Deportivo Quito, donde destacó su habilidad goleadora y fue convocado por primera vez a la Selección de Ecuador.

### Barcelona Sporting Club
El 2008 pasa a Barcelona, en su primera temporada en el club anotó 20 goles siendo el máximo goleador de la liga. Los años siguientes fueron campañas con altibajos y cambios de técnicos, y Palacios no se consolidó como titular.

### Club Sport Emelec
El 2012 se une a Emelec, club rival de su anterior exequipo Barcelona SC. En Emelec permaneció una temporada.

### Universidad Católica
Luego se unió al club Universidad Católica de Quito, donde fue utilizado en otras posiciones a lo que habituaba. Luego lo fichó El Nacional. Actualmente juegan en el Guayas Fútbol Club.

### Imbabura S. C.
En el 2017 pasa al Imbabura S. C. para disputar la Serie B 2017, donde debutó en la primera fecha con la derrota 0-1 ante el Mushuc Runa S. C. Luego, dejaría el club por problemas familiares acabando el vínculo con el equipo.

### Participaciones en Campeonatos internacionales
| Título                   | Club      | Año  | Resultado    |
| ------------------------ | --------- | ---- | ------------ |
| Copa Nissan Sudamericana | Barcelona | 2010 | Segunda fase |

## Clubes
| Club                 | País    | Año         | Goles |
| -------------------- | ------- | ----------- | ----- |
| Liga de Quito        | Ecuador | 1999-2002   | -     |
| América de Quito     | Ecuador | 2003        | 6     |
| Aucas                | Ecuador | 2004-2006   | 20    |
| Deportivo Quito      | Ecuador | 2007        | 15    |
| Barcelona            | Ecuador | 2008-2011   | 30    |
| Emelec               | Ecuador | 2012        | 3     |
| Universidad Católica | Ecuador | 2013        | 3     |
| El Nacional          | Ecuador | 2014 - 2015 | 4     |
| Guayas Fútbol Club   | Ecuador | 2016        | -     |
| Imbabura SC          | Ecuador | 2017        | -     |

### Barcelona
| Club                | Temporada | Liga  | Liga  | América | América | Copa  | Copa  | Total | Total |
| Club                | Temporada | Part. | Goles | Part.   | Goles   | Part. | Goles | Part. | Goles |
| ------------------- | --------- | ----- | ----- | ------- | ------- | ----- | ----- | ----- | ----- |
| Barcelona · Ecuador | 2008      | 37    | 20    | -       | -       | -     | -     | 37    | 20    |
| Barcelona · Ecuador | 2009      | 29    | 6     | -       | -       | -     | -     | 29    | 6     |
| Barcelona · Ecuador | 2010      | 35    | 2     | -       | -       | 4     | 0     | 39    | 2     |
| Barcelona · Ecuador | 2011      | 24    | 2     | -       | -       | -     | -     | 24    | 2     |
| Barcelona · Ecuador | Total     | 125   | 30    | 0       | 0       | 4     | 0     | 129   | 30    |

## Selección nacional
Palacios comenzó a ser parte de la Selección de Ecuador en 2007, haciendo algunas apariciones importantes contra equipos como Suecia, Irlanda, y Colombia.
Formó parte del plantel que participó en la Copa América 2007. Sin embargo, no jugó ningún partido, y observó la eliminación temprana de Ecuador en el banco. En el 2008, cuando el D.T. del equipo nacional era Sixto Vizuete, lo llamó para un amistoso contra Colombia. Fue llamado de nuevo para jugar contra Bolivia y Uruguay, en septiembre de 2008 para la Copa Mundial FIFA 2010 en partidos de clasificación. En el partido contra Bolivia hace su debut oficial en este torneo. El 10 de junio de 2009, Palacios anotó el segundo gol en una victoria de 2-0 sobre Argentina. En el 2011 en un partido amistoso contra Honduras, Palacios marcó el gol del empate (1-1), permitiendo que Ecuador vaya a penales en los que ganó. En marzo del 2011 Palacios fue convocado por Reinaldo Rueda para jugar amistosos contra Perú y Colombia, pese a no haber sido titular en el Barcelona dirigido en ese entonces por Insúa.

### Participaciones en Copa América
| País    | Sede      | Resultado     |
| ------- | --------- | ------------- |
| Ecuador | Venezuela | Primera ronda |

### Participaciones en Eliminatorias Mundialistas
| Mundial                                                  | Sede      | Año  |
| -------------------------------------------------------- | --------- | ---- |
| Clasificación de Conmebol para la Copa Mundial de Fútbol | Alemania  | 2006 |
| Clasificación de Conmebol para la Copa Mundial de Fútbol | Sudáfrica | 2010 |

### Goles internacionales
| #  | Día                  | Lugar                               | Rival     | Marcador | Final | Competición                                                      |
| -- | -------------------- | ----------------------------------- | --------- | -------- | ----- | ---------------------------------------------------------------- |
| 1. | 10 de junio de 2009  | Estadio Olímpico Atahualpa, Ecuador | Argentina | 2–0      | 2–0   | Clasificación de Conmebol para la Copa Mundial de Fútbol de 2010 |
| 2. | 9 de febrero de 2011 | Estadio Nilmo Edwards, La Ceiba     | Honduras  | 1–1      | 1–1   | Amistoso                                                         |

## Palmarés

### Campeonatos nacionales
| Título             | Club          | País    | Año  |
| ------------------ | ------------- | ------- | ---- |
| Serie A de Ecuador | Liga de Quito | Ecuador | 1999 |

### Distinciones individuales
| Distinción                               | Año  |
| ---------------------------------------- | ---- |
| Máximo goleador de la Serie A de Ecuador | 2008 |
| Mejor Delantero de la Serie A de Ecuador | 2008 |